# Natsu Dragonil
Natsu Dragonil (ナツ・ドラグニル?, Natsu Doraguniru), soprannominato "Salamander" (火竜, サラマンダー?, Saramandā, i kanji giapponesi sono traducibili lett. in "Drago di fuoco"), è un personaggio immaginario e protagonista maschile della serie manga e anime Fairy Tail creata da Hiro Mashima. Viene raffigurato nel corso della storia come membro dell'eponima gilda di maghi, nota nel fittizio regno di Fiore per i numerosi problemi e danni causati involontariamente per via dell'utilizzo della magia da parte dei suoi membri. In qualità di dragon slayer (滅竜魔導士, ドラゴンスレイヤー?, doragon sureiyā, lett. i kanji giapponesi sono traducibili in "mago uccidi-draghi"), Natsu possiede la stessa abilità di suo padre adottivo, il drago Igneel, consistente nella capacità di consumare e sviluppare le fiamme. Il suo obiettivo principale è quello di trovare Igneel, sparito nel nulla sette anni prima del momento in cui ha inizio la narrazione della storia e viene poi ritrovato nel capitolo di Tartaros dove muore.Nel corso della serie, Natsu viene a conoscenza del legame che ha con l'antagonista immortale Zeref, ovvero il fatto di essere suo fratello e di esser stato fatto da lui rivivere come un demone chiamato "Eterius Natsu Dragonil" (E.N.D.). Natsu appare nella maggioranza assoluta dei media legati al franchise Fairy Tail, inclusi i due lungometraggi cinematografici, tutti gli original video animation (OVA), tutte le light novel e in tutti i videogiochi. Nell'edizione giapponese è doppiato da Tetsuya Kakihara, mentre Manuel Meli lo interpreta nel doppiaggio italiano della serie televisiva anime.
Mashima ha affermato che per la creazione di Natsu si è ispirato alla propria personalità, considerandolo il suo personaggio preferito. Il personaggio di Natsu ha ricevuto in generale un'accoglienza positiva nella critica, con recensori che hanno apprezzato le scene di combattimento in cui è coinvolto e la sua personalità energetica nel corso della serie. La sua chinetosi è stata ben accolta come un elemento umoristico all'interno della storia. Natsu si è ben posizionato nei sondaggi di popolarità e parallelamente alla pubblicazione del fumetto e dell'adattamento animato sono state distribuite diversi prodotti a lui dedicati, tra cui alcune action figure.

## Creazione e sviluppo
(Natsu Dragonil)
Natsu Dragonil fu uno dei primi personaggi ad esser concepito durante lo sviluppo iniziale di Fairy Tail da Hiro Mashima, che lo concettualizzò come un utilizzatore del fuoco appartenente a una gilda di fattorini e sofferente di chinetosi, tratto per il quale s'ispirò ad uno dei propri amici. Il fumettista implementò la chinetosi di Natsu solamente nella sua versione finale, donandogli poi dei capelli rosa per renderlo a suo dire un personaggio unico. Per la personalità di Natsu, Mashima s'ispirò al proprio carattere che aveva durante il periodo da studente delle scuole medie, mentre la morte di suo padre influenzò invece la strutturazione del rapporto tra il giovane mago di fuoco e il drago Igneel. La caratterizzazione di Natsu subì in un'evoluzione verso la sua versione definitiva in seguito ad un breve capitolo autoconclusivo intitolato Fairy Tale, nel quale viene descritto come uno spirito dotato di corna. Nel suo aspetto finale, Natsu viene solitamente ritratto con indosso dei vestiti neri, scelti da Mashima al posto degli originali rossi per incrementare il contrasto tra le sue abilità magiche legate al fuoco e le sembianze del personaggio. In un'intervista, l'autore dichiarò che Natsu fu delineato per dare il meglio di sé in ogni situazione possibile e che ha considerato lo sviluppo di Natsu nel corso della storia decisamente ottimo, fatto che ha portato la serie a progredire alquanto facilmente grazie alla sua presenza. In un'altra intervista del 2011, Mashima rivelò che Natsu è il suo personaggio preferito di Fairy Tail.
Mashima decise di chiamare il personaggio "Natsu" con il termine giapponese significante "estate" (夏, なつ?, natsu), sia per evitare l'uso di nomi di fantasia occidentali, i quali sarebbero suonati troppo poco familiari ai lettori nipponici, sia per mantenersi in linea con il nome scelto per il protagonista del suo precedente lavoro Rave Master, vale a dire Haru (ハル?), basato sul termine significante "primavera" (春, はる?, haru) in giapponese. Riguardo ai nomi, in un'intervista il mangaka dichiarò che i nomi di entrambi i personaggi evidenziano alcuni tratti della loro personalità e "Natsu" simboleggia "un ragazzo ardente".
L'età di Natsu viene invece lasciata ambigua per buona parte della serie e fu dichiarata "sconosciuta" nella prima pagina del ventitreesimo capitolo della serie. In una scena del capitolo 108 il giovane rimane intrappolato da una magia runica necessaria per mantenere bloccati nella gilda tutti coloro che hanno un'età maggiore di 80 anni; in risposta ad una domanda riguardante la scena in questione, inviata dai lettori per la rubrica "Missione speciale - Svelare i segreti di Fairy Tail" presente nel quindicesimo volume tankōbon del manga, fu rivelato che l'età del personaggio non è di ottant'anni e che non fosse possibile aggiungere altro in quanto legato ad un "delicato filone dell'intreccio".
Riguardo all'adattamento animato della serie, Mashima dichiarò nel 2011 che le scene da lui preferite sono quelle in cui Natsu e Happy si muovono insieme, caratterizzandoli come "divertenti". e che ama la voce posseduta dal mago di fuoco. Quando la serie televisiva di Fairy Tail iniziò ad esser distribuita nel Nord America, il mangaka rimase colpito dalla voce dell'attore Todd Haberkorn scelto per interpretare Natsu, in quanto questi è solito urlare in numerose scene della serie. Uno degli aspetti preferiti da Haberkorn nell'interpretazione di Natsu è quello di lasciare lo studio di registrazione senza voce. Tetsuya Kakihara, il doppiatore nipponico di Natsu, si è ritrovato nel corso del tempo ad amare il fatto di doppiare il mago di fuoco e che il personaggio fosse destinato ad avere la sua voce, nonostante non fosse inizialmente interessato ad interpretarlo e sperasse addirittura che gli fosse assegnato il ruolo di Gray Fullbuster. Kakihara ritiene inoltre che in qualche modo il personaggio fosse destinato ad avere la sua voce e che Natsu sia il suo personaggio preferito, considerandolo "fantastico". e descrivendolo come alquanto complesso per i doni eccezionali di cui è dotato rispetto ai propri amici. Nel 2015, il doppiatore dichiarò in un'intervista che ogni scena in cui ha doppiato Natsu gli è rimasta impressa in mente, aggiungendo che ha considerato Happy come suo proprio compagno dato che lo è anche di Natsu.

## Biografia del personaggio

Natsu insieme a Lucy Heartphilia e Happy nella copertina del primo volume del manga

Natsu è un orfano cresciuto e addestrato dal drago di fuoco Igneel nell'uso della magia del dragon slayer di fuoco (火の滅竜魔法?, Hi no metsuryū mahō), che gli dona la capacità di consumare e creare fiamme, nonché immune agli attacchi basati sul fuoco. Possiede anche altre abilità sovrumane tra le quali un'immensa forza fisica sovrumana, un olfatto e un udito finissimi e resistenza sovrumana ad attacchi potenzialmente letali. A causa dei suoi sensi molto fini, tuttavia, soffre di chinetosi quando si trova a bordo di un qualsiasi mezzo di trasporto o su un oggetto in movimento. In seguito alla scomparsa di Igneel il 7 luglio X777, Natsu viene invitato ad unirsi a Fairy Tail, dove diventa noto per causare la maggior parte dei danni collaterali all'uso della magia per cui la sua gilda viene tanto biasimata e criticata. Sette anni dopo, Natsu e il suo compagno Exceed, Happy, salvano la maga degli spiriti stellari Lucy Heartphilia da un'operazione criminale condotta da un mago usante il suo soprannome con cui è divenuto più conosciuto, ovvero "Salamander"; tuttavia Natsu erroneamente associa in un primo momento tale termine ad Igneel, che è a tutti gli effetti una salamandra. I tre formano una squadra per portare a termine insieme varie missioni, team al quale si uniscono in seguito due rivali d'infanzia del mago di fuoco: il mago di ghiaccio Gray Fullbuster e la maga con l'armatura Elsa Scarlett. La squadra guadagna da parte degli altri membri di gilda la nomea di "squadra più forte di Fairy Tail".
Natsu sviluppa le proprie abilità come dragon slayer guadagnando l'uso per un tempo limitato della capacità di potenziamento Dragon Force (ドラゴンフォース?, Doragon Fōsu). Viene successivamente selezionato per partecipare all'esame di promozione al rango S in Fairy Tail, il cui svolgimento avviene sull'isola Tenro, terra sacra per la gilda. L'esame viene interrotto quando Natsu e i suoi compagni di gilda incontrano Zeref, un mago nero immortale che desidera essere ucciso dal dragon slayer di fuoco, il quale però non lo riconosce affatto. Zeref è ricercato dalla gilda oscura Grimoire Heart, capitanata dal precedente master di Fairy Tail, Hades, il quale viene sconfitto da Natsu dopo aver ottenuto la modalità drago del fulmine infuocato (モード雷炎竜?, Mōdo raien-ryū) dal dragon slayer Luxus Dreyar, combinante insieme i poteri magici del fuoco e del fulmine. Poco dopo, il drago nero Acnologia assale i maghi di Fairy Tail, salvo però venir protetti dallo spirito di Mavis Vermillion, predecessore di Hades e prima master di Fairy Tail, mediante la magia Fairy Sphere, la quale li isola dallo scorrere del tempo per sette anni.
Al termine di tale periodo, insieme ai propri compagni Natsu scopre che le maggiori gilde del Regno di Fiore sono cresciute notevolmente in forza e pertanto partecipa al torneo del Gran Palio della Magia insieme ai suoi compagni di squadra per riscattare il valore della propria gilda, ricevendo un potenziamento dai membri della gilda indipendente Crime Sorcière, Durante il torneo, riesce a sconfiggere i campioni in carica, i dragon slayer gemelli Sting Eucliffe e Rogue Cheney. Dopo che Fairy Tail guadagna la vittoria nel Gran Palio, Natsu rimane coinvolto in una guerra tra la sua gilda e Tartaros, una gilda oscura formata da demoni Eterias creati da Zeref e intenzionati a risvegliare E.N.D., la creazione definitiva del mago oscuro. Quando Acnologia appare e minaccia entrambe le gilde, Igneel emerge dal corpo di Natsu, rivelandosi di essersi nascosto lì nel momento in cui fu creduto scomparso dal giovane mago di fuoco per impedire il processo di dragonificazione dovuto ai suoi poteri da dragon slayer, fatto che lo avrebbe gradualmente trasformato in un drago simile ad Acnologia. Dopo che la sua forza si dimostra insufficiente per impedire che il drago nero uccida Igneel, Natsu decide di partire per un viaggio di allenamento insieme ad Happy per migliorarsi e diventare abbastanza forte da poter vendicare Igneel.
Natsu fa ritorno un anno dopo aver imparato ad utilizzare la modalità "Re dei draghi di fuoco" (モード炎竜王?, Mōdo enryūō), uno dei poteri posseduti da Igneel. Insieme ad Happy si riunisce con Lucy e l'aiuta a riformare la gilda, sciolta il giorno seguente la loro partenza. Durante la seguente invasione condotta da Zeref a capo del militare Impero Alvarez, Zeref rivela che Natsu come suo fratello minore e reale incarnazione di E.N.D., è stato fatto resuscitare da bambino con l'intento di uccidere il mago nero. In seguito viene poi reso noto che Igneel ha cresciuto Natsu su richiesta di Zeref quattrocento anni prima degli eventi odierni narrati nella serie prima di inviarlo nel presente attraverso Eclissi, portale per viaggiare nel tempo di Zeref, per contrastare e sconfiggere Acnologia. Dopo aver fallito nel tentativo di uccidere Zeref, la trasformazione demoniaca di Natsu viene attivata, manifestandosi sotto forma di tumore dall'aspetto di "seme demoniaco"; questo, in coppia con uno analogo "dragonico" che induce alla dragonificazione, mette in pericolo la sua vita. Natsu cade in coma dopo aver dato fondo alle proprie energie trasformato nella forma demoniaca, ma si riprende dopo aver rivendicato la propria umanità all'interno di un sogno metafisico, distruggendo entrambi i semi. In seguito sconfigge Zeref mentre Lucy riscrive il libro contenente l'essenza demoniaca di Natsu per renderlo umano. Natsu uccide poi Acnologia distruggendo il suo spirito disincarnato all'interno di una spaccatura dello spaziotempo dopo che i propri alleati immobilizzano il corpo del drago mediante l'uso del Fairy Sphere. Nell'epilogo, Natsu e i suoi compagni di squadra partono alla volta di una delle "missioni da cento anni", imprese che nessuno è mai stato in grado di portare a termine in meno di un centinaio di anni.

## Altri media
Natsu appare in entrambi i film di Fairy Tail. In Fairy Tail The Movie: Phoenix Priestess (2012), Natsu sconfigge Dist, il master della gilda Carbuncle. Natsu è presente anche nel manga one-shot prologo creato da Hiro Mashima per questo film e nel suo relativo adattamento animato. In Fairy Tail The Movie: Dragon Cry (2017), combatte e vince contro Animus, il governatore del regno di Stella; il suo corpo assume inoltre temporaneamente per metà l'aspetto di un drago.
Natsu è anche un personaggio di tutti e nove gli episodi OAV (Original video animation). Nel primo OAV, Natsu pulisce una piscina insieme agli altri membri della gilda Fairy Tail; nel secondo veste invece i panni di uno studente accademico; nel terzo, viene mandato nel passato insieme ai suoi compagni di squadra a causa di un libro magico; nel quarto, Natsu va ad un ritiro di allenamento per prepararsi ad affrontare il Gran Palio della Magia; nel quinto, trascorre un po' di tempo in un parco acquatico per rilassarsi; il sesto è un OAV crossover tra Fairy Tail e la serie Rave Master di Hiro Mashima, dove Natsu incontra il protagonista di Rave Master Haru Glory e l'eroina Elie; nel settimo, Natsu partecipa ad un gioco a penalità; nell'ottavo, cerca di incoraggiare e tirar su di morale Mavis Vermillion; infine, nel nono Natsu partecipa ad una festa di Natale a casa di Lucy. Il dragon slayer appare anche in ognuna delle light novel basate sul manga, inclusa una dove veste i panni di un samurai e una ispirata al romanzo Alice nel Paese delle meraviglie. Natsu è anche protagonista di Fairy Tail 100 Years Quest, il sequel al manga Fairy Tail che prosegue le vicende direttamente da dove si conclude la storia originale, e appare in diversi dei manga spin-off alla serie originale.
Natsu è un personaggio giocabile in diversi videogiochi dedicati a Fairy Tail, tra cui il gioco d'azione per PlayStation Portable Fairy Tail: Portable Guild (2010) sviluppato da Konami e i suoi due seguiti — Fairy Tail: Portable Guild 2 (2011) e Fairy Tail: Zeref Awakens (2012). È presente anche in alcuni giochi crossover, incluso Sunday vs Magazine: Shūketsu! Chōjō Daikessen (2009) a fianco di Lucy.

## Accoglienza

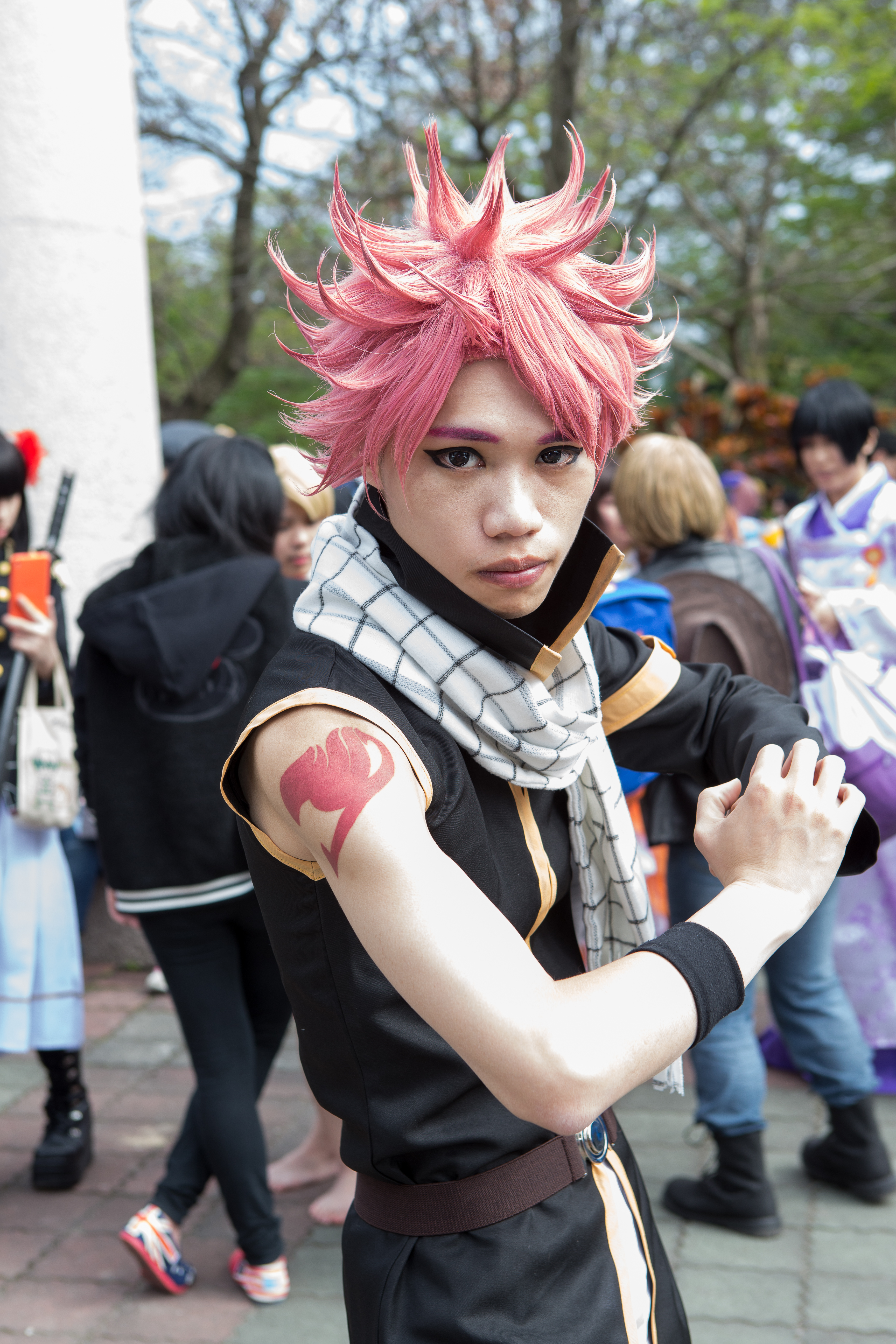
Cosplay di Natsu

In generale, la critica ha accolto positivamente il personaggio di Natsu e la stampa ne ha analizzato la caratterizzazione all'interno del fumetto. Parlando dell'opera cartacea, Carl Kimlinger di Anime News Network (ANN) ha evidenziato la presenza di uno schema ricorrente all'interno della storia, nel quale la forza di Natsu ribalti l'esito della situazione quando sembra che stia per volgere al peggio. A suo giudizio, Natsu ha "forti principi, una forza assurda" e una "debolezza stramba", tratti che lo rendono pienamente aderente al classico modello del protagonista dei manga d'azione shōnen, e mettendolo dinanzi ad antagonisti pericolosi è capace di creare vero interesse. Ha poi descritto Natsu come una vera e propria "forza spesso spaventosa", ma lo anche definito come "poco più di una miccia corta" con il suo senso dell'umorismo e la chinetosi. Carlo Santos dello stesso sito ritiene che il combattimento tra Natsu e il mago Eligoar, capo della gilda oscura Eisenwald, sia l'evento di maggior risalto del terzo volume, definendo in seguito il mago di fuoco come un "marmocchio fiammeggiante" che aggiunge umorismo alla storia. Santos ritiene inoltre che Natsu sia divenuto un eroe dopo gli eventi dell'arco narrativo della Torre del Paradiso, ritenendo "feroci" le sue grida di battaglia e "intensa" la sua "magia lanciafiamme". Rebecca Silverman di ANN ha scritto che Natsu ha dato prova di essere sia intelligente che creativo durante il suo combattimento contro Kain Hikaru della gilda Grimoire Heart, denotando in seguito che le sue cadute addosso a Lucy siano gradualmente aumentate e ha ritenuto che questo abbia sottolineato l'idea di amore e romanticismo nel manga. A. E. Sparrow di IGN ha affermato che Natsu, essendo un mago del fuoco sofferente di chinetosi, sia "un personaggio complesso" e che sarebbe stato divertente osservarlo nel corso della serie. David West di Neo trova che le abilità basate sul fuoco di Natsu si sposino a pieno con la sua natura alquanto irascibile, evidenziando come il personaggio abbia una certa tendenza a gettarsi nelle zuffe. Lo descrive inoltre come "spericolato e selvaggio", affermando che la sua magia del fuoco sia distruttiva. Dale North di Japanator ha considerato Natsu "uno dei migliori e più potenti" membri di Fairy Tail, definendo le sue capacità di combattimento "incredibili". Attualmente, secondo la classifica mondiale di Kilig News, Natsu è al primo posto come il più forte "personaggio del fuoco" nei manga giapponesi, succeduto da Shigekuni Yamamoto-Genryūsai (2º posto) e Ikki (3º posto). Secondo Kilig News, Natsu è il più forte, poiché è in grado di uccidere gli dei con un solo colpo, espresso anche dalla stampa giapponese che corrobora l'opera di Mashima, dicendo che "Natsu è un Demone capace di uccidere immortali e dei, ma contiene tutto il suo potere, poiché potrebbe essere in grado di distruggere le galassie".
La critica ha commentato anche le apparizioni di Natsu fatte nell'adattamento animato di Fairy Tail e nei relativi lungometraggi. Recensendo la serie televisiva, Carlo Santos ritiene che le abilità di Natsu non siano state ampliate all'inizio della storia e ha affermato che la magia del fuoco di Natsu sia stata presentata attraverso delle animazioni piuttosto mediocri. In seguito ha affermato che la chinetosi di Natsu abbia prodotto "umorismo di cattivo gusto"; nonostante ciò, Santos considera Natsu "pompato" ed energico, elogiando l'interpretazione di Todd Haberkorn nell'edizione inglese. Il recensore ha menzionato inoltre il fatto che il combattimento di Natsu contro il dragon slayer Gajil Redfox è stato "accattivante", aggiungendo poi che il duello ha mostrato "puro spirito di combattimento" e che si è gustato "lo scontro tra fuoco e metallo" e "le loro intense personalità di tipo A"; a suo giudizio il colpo finale di Natsu in questa battaglia è risultato essere "epico". Santos ha anche giudicato il combattimento tra Natsu e il mago Gerard Fernandez come uno dei più grandiosi della serie. Infine, considera le mosse acrobatiche di Natsu come "effetti visivi davvero eccezionali"; ciononostante, Santos trova che il modo ricorrente in cui Natsu vince gli scontri sia divenuto un cliché all'interno della storia. Carl Kimlinger ha criticato l'interpretazione di Tetsuya Kakihara come voce giapponese di Natsu, ma ha approvato il doppiaggio inglese di Haberkorn; trova inoltre che l'unione tra Natsu, Happy e Lucy sia alquanto bizzarra, ma che sia anche la parte principale della storia. Rebecca Silverman ha lodato l'abilità di Natsu nel prendersi cura dei bambini, dando prova di essere "competente in qualcosa di differente dal combattimento" e ritenendola "una buona inversione" dei ruoli dato che l'eroina è la sola a mostrare la sua abilità in queste occasioni. David West definisce Natsu "colorato e rumoroso", mentre Crystalyn Hodgkins di ANN ha scritto che Haberkorn è sì adatto per la parte di Natsu, ma che talvolta non traspariva abbastanza entusiasmo. Andy Hanley di UK Anime Network ritiene che Natsu sia uno dei "nomi dei personaggi giovani più brillanti", mentre Richard Gutierrez di The Fandom Post considera il comportamento di Natsu come una forma di umorismo. Recensendo il film Fairy Tail The Movie: Phoenix Priestess, Kimlinger ha lodato il fatto che Natsu assomigliasse molto a come viene effettivamente raffigurato nel manga, giudicando poi positivamente l'interpretazione di Haberkorn Commentando il secondo film Fairy Tail The Movie: Dragon Cry, Silverman ha affermato che le scene nella sequenza di apertura nelle quali viene rappresentata l'infanzia di Natsu sono un "lieto ricordo di come lui sia divenuto la persona che è al momento".

### Notorietà e merchandising
In un sondaggio di popolarità pubblicato nel ventiseiesimo numero di Weekly Shōnen Magazine, Natsu si è classificato secondo, ricevendo complessivamente 7343 voti da parte dei lettori. Diversi prodotti dedicati a Natsu sono stati distribuiti nel corso del tempo, tra cui alcune action figure, delle collane e alcune medaglie.